# Planèzes
Planèzes (em catalão:  Planeses; em occitano:  Planesas) é uma comuna francesa na região administrativa da Occitânia, no departamento dos Pirenéus Orientais. Estende-se por uma área de 6.16 km², com 96 habitantes, segundo o censo de 2018, com uma densidade de 16 hab/km².